# Xuân Hóa
Xuân Hóa là một xã thuộc huyện Minh Hóa, tỉnh Quảng Bình, Việt Nam.

## Địa lý
Xã Xuân Hóa nằm ở khoảng giữa trung tâm huyện Minh Hóa, có vị trí địa lý:
- Phía tây giáp xã Hóa Hợp
- Phía nam giáp xã Trung Hóa
- Phía đông và đông nam giáp thị trấn Quy Đạt
- Phía đông bắc giáp xã Yên Hóa
- Phía bắc giáp xã Hồng Hóa.

Xã Xuân Hóa có diện tích 40,36 km², dân số năm 2019 là 2.830 người, mật độ dân số đạt 70 người/km².
Xuân Hóa là vùng đất nằm kẹp giữa đường Hồ Chí Minh (ở phía Tây) và đường quốc lộ 12A (ở phía Đông và phía Nam).

## Hành chính
Xã Xuân Hóa được chia thành 8 thôn: Ba Nương, Cầu Lợi 1, Cầu Lợi 2, Cây Da, Cây Dầu, Minh Xuân, Quy Hợp, Tân Xuân.